# 范晖
范晖（9世纪—893年5月22日），唐朝末年军阀，891年—893年自称福建留后。
唐大顺二年（891年），福建观察使陈岩患重病，派遣使者携带书信召泉州刺史王潮来福州，打算把福建的军政大权交给他。王潮还没达到福州，陈岩就已经去世。陈岩的妻弟（或误作女婿）都将范晖说服将士推举自己为留后，并出动军队阻止王潮进入福州。
由于范晖骄纵奢侈，失去人心，陈岩的旧将大多归附王潮，并劝王潮出兵消灭范晖的势力。于是，王潮在景福元年二月（892年3月3日－31日）任命堂弟王彦复为都统、三弟王审知为都监，派他们率领军队攻打福州。民众听说王潮派兵北上，纷纷送米以供军需，平湖洞和滨海蛮夷也都以兵、船相助。
范晖坚守福州城，王彦复和王审知久攻不克。范晖向陈岩的姻亲、威胜军节度使董昌求援，董昌调温州、台州、婺州三州的军队5000人救援范晖。由于福州城池坚固，而且有援军相助，泉州军死伤甚多，王彦复和王审知请求撤军，王潮不准，但同意增兵。
景福二年（893年）五月，福州城内粮尽，范晖知道城池即将被攻破，于是在夜晚把印绶交给监军，弃城而逃，董昌的援军也撤走。五月初二·庚子（893年5月21日），王彦复等人进入福州城。五月初三·辛丑（5月22日），范晖到达沿海都，被部下杀死。不久，王潮进入福州，自称留后，并降服汀州和建州，消灭福建境内20几支割据武装，完全控制福建五州。